# Пятихатский
Пятихатский  — хутор в Усть-Лабинском районе Краснодарского края России. Входит в состав Александровского сельского поселения.

## География
Хутор расположен на левом берегу речки Зеленчук Второй, в 1 км к западу (ниже по течению) от центра сельского поселения — хутора Александровского. Западнее хутора Пятихатский (ниже по течению) расположен хутор Финогеновский.

## Население
| 2002 | 2010 |
| ---- | ---- |
| 119  | ↘97  |

## Улицы
В хуторе всего одна улица — Карла Маркса.